# Bakar - Meja
Bakar - Meja este o arie protejată (sit de importanță comunitară — SCI) din Croația întinsă pe o suprafață de 2,08 ha, integral pe uscat.

## Localizare
Centrul sitului Bakar - Meja este situat la coordonatele 45°17′31″N 14°34′59″E / 45.292°N 14.583°E.

## Înființare
Situl Bakar - Meja a fost declarat sit de importanță comunitară în iulie 2013 pentru a proteja 1 specie de plante.

## Biodiversitate
Situată în ecoregiunea mediteraneană, aria protejată nu include niciun habitat protejat.
La baza desemnării sitului se află o specie protejată de  plante: Himantoglossum adriaticum.